# UTC+14
UTC+14 è un fuso orario, in anticipo di 14 ore sull'UTC.

## Zone
È utilizzato nei seguenti territori:
- Kiribati :
  - Sporadi equatoriali (Isola Christmas)

## Geografia
UTC+14 è il fuso orario più orientale: le isole della Linea sono le prime del globo ad iniziare una nuova giornata civile, 26 ore prima dei territori che utilizzano UTC-12.

## Ora legale
Nessun territorio che utilizza UTC+14 fa uso dell'ora legale.

## Storia
Le isole della Linea sono situate molto a est del 180° meridiano, ma a ovest della Linea del cambiamento di data. Prima del 1995, utilizzavano il fuso orario UTC-10 (lo stesso delle Hawaii, che sono situate circa alla stessa longitudine). Il loro fuso orario fu modificato il 31 dicembre 1994 per permettere a tutti i territori di Kiribati di trovarsi su fusi orari consecutivi mentre in precedenza erano separati dalla linea internazionale del cambio di data.